# Peter Persyn
Pour les articles homonymes, voir Persyn.
Le Dr Peter Persyn, né le 2 décembre 1962 est un homme politique belge flamand, membre de la N-VA.
Il est médecin; médecin généraliste à Louvain (1992-1999); 5 ans d'aide au développement au Congo; 10 ans responsable d'ONG pour des programmes sanitaires en Afrique et Inde; membre de la direction d'un organisation d'aide à domicile.

## Fonctions politiques
- député au Parlement flamand :
  - depuis le 25 juillet 2014 en suppléance de Ben Weyts, ministre flamand

## Publications
- The Miracle of Life in Kinshasa: New Approaches to Public Health in Reinventing Order in the Congo: How People Respond to State Failure in Kinshasa, Peter Persyn and Fabienne Ladrière, Theodore Trefon, ed. (London: Zed, 2004), 68.